# Cantone di Broons
Il Cantone di Broons è una divisione amministrativa dell'Arrondissement di Dinan con capoluogo Broons.
A seguito della riforma approvata con decreto del 13 febbraio 2014, che ha avuto attuazione dopo le elezioni dipartimentali del 2015, è passato da 9 a 26 comuni.

## Composizione
I 9 comuni facenti parte prima della riforma del 2014 erano:
- Broons
- Éréac
- Lanrelas
- Mégrit
- Rouillac
- Sévignac
- Trédias
- Trémeur
- Yvignac-la-Tour

Dal 2015 i comuni appartenenti al cantone sono i seguenti 26:
- Broons
- Caulnes
- La Chapelle-Blanche
- Éréac
- Gomené
- Guenroc
- Guitté
- Illifaut
- Lanrelas
- Laurenan
- Loscouët-sur-Meu
- Mégrit
- Merdrignac
- Mérillac
- Plumaudan
- Plumaugat
- Rouillac
- Saint-Jouan-de-l'Isle
- Saint-Launeuc
- Saint-Maden
- Saint-Vran
- Sévignac
- Trédias
- Trémeur
- Trémorel
- Yvignac-la-Tour